# 66a Divisió (Exèrcit Popular de la República)
La 66a Divisió va ser una unitat de l'Exèrcit Popular de la República que va existir durant la Guerra Civil espanyola, creada sobre la base de les brigades mixtes. Va arribar a estar desplegada als fronts de Terol i Llevant.

## Historial
La unitat va ser creada a la fi d'agost de 1937 en la zona de Ciudad Real-Manzanares, formada amb reclutes procedents de les quintes de 1930, 1937 i 1938. La 66a Divisió va establir a Manzanares la seva caserna general. El comandament se li va encomanar al major de milícies Francisco Bravo Quesada —un veterà de la guerra al Nord—, tenint al capità Manuel García-Pelayo com a cap d'Estat Major. Formada per les brigades mixtes 212a, 213a i 214a, quedaria integrada en el XX Cos d'Exèrcit. La formació i instrucció de la nova unitat es va prolongar fins a final de 1937, i va quedar situada en la reserva general.
Al començament de 1938 va ser enviada al front de Terol com a reforç, com a reforç de les unitats que ja s'hi trobaven combatent. Va arribar a prendre part en la petita ofensiva republicana contra Singra, al costat d'efectius de la 27a Divisió. Durant els combats la 52a Brigada Mixta va quedar breument sota jurisdicció de la divisió. Al començament de febrer va prendre part en la batalla de l'Alfambra, de la qual sortiria molt infringida després de sofrir importants baixes.
En finalitzar els combats va passar a rereguarda, per a reposar baixes i reorganitzar-se. Va quedar llavors agregada al XIX Cos d'Exèrcit, al sud de Terol. Va arribar a intervenir durant la campanya de Llevant, encara que va tenir un paper menor al d'altres unitats. Al començament d'agost de 1938 la divisió agrupava les brigades 212a, 214a i 216a, trobant-se desplegada en el front llevantí. No va tornar a prendre part en cap operació militar de rellevància.
Al març de 1939, durant el cop de Casado, la seva 214a Brigada Mixta va acudir a Madrid en suport de les forces «casadistes».

## Comandaments
Comandants
- Major de milícies Francisco Bravo Quesada;[10]
- Tinent coronel Victoriano Castán Guillén;[11]

Comissaris
- Victorio Casado Fernández, del PSOE;[n. 3]
- Ricardo Blasco Pueyo, d'IR;[13]

Caps d'Estat Major
- Capità d'Estat Major Manuel García-Pelayo;[10]

## Ordre de batalla
| Data             | Cos d'Exèrcit adscrit | Brigades Mixtes integrades | Front de batalla |
| ---------------- | --------------------- | -------------------------- | ---------------- |
| Novembre de 1937 | XX Cos d'Exèrcit      | 212a, 213a i 214a          | Reserva general  |
| Maig de 1938     | XIX Cos d'Exèrcit     | 212a i 219a                | Terol-Llevant    |
| Agost de 1938    | XIX Cos d'Exèrcit     | 212a, 214a i 216a          | Llevant          |